# Diploceraspis
Diploceraspis es un género extinto de lepospóndilos que vivieron en lo que hoy es Ohio a comienzos del período Pérmico. Al igual que el género Diplocaulus, presentaban largos cuernos tabulares proyectados posteolateralmente, los cuales dan la impresión de un cráneo en forma de búmeran. Estas estructuras, ausentes en los individuos juveniles,se desarrollaban a medida que crecían.